# Marco Franceschini
Marco Franceschini (La Spezia, 7 aprile 1960) è un ex ciclista su strada italiano.

## Carriera
Nato nel 1960 a La Spezia, nel 1982, a 22 anni, è passato professionista con la Metauro Mobili, partecipando al Giro d'Italia in quell'anno, arrivando 106º. Nel 1983 ha preso parte al Tour de France, ritirandosi. Nell'ultimo dei tre anni nella squadra ha ottenuto la prima vittoria da professionista, imponendosi nel Gran Premio Industria e Artigianato di Larciano.
Nel 1985 è passato alla Dromedario, ritirandosi al Giro d'Italia di quell'anno e terminando 74º nel 1986, anno nel quale ha vinto la prova in linea del Giro del Trentino, in quella stagione eccezionalmente tenutosi come Coppa Italia a squadre con una prova su pista, una in linea su strada e una cronostaffetta. 
Rimasto nel 1987 con la squadra diventata Fibok, nel 1988 si è invece trasferito all'Alba Cucine, piazzandosi 25º al Giro d'Italia di quell'anno e 96º alla sua prima Vuelta a España.
Restato nella squadra nel frattempo diventata Titanbonifica, a fine stagione 1989 (nella quale non ha concluso la Vuelta a España) ha chiuso la carriera, a 29 anni.

## Palmarès
- 1984 (Metauro Mobili, una vittoria)

Gran Premio Industria e Artigianato
- 1986 (Dromedario, una vittoria)

Prova in linea Giro del Trentino

## Piazzamenti

### Grandi Giri
- Giro d'Italia

1982: 106º
1984: 114º
1985: ritirato
1986: 74º
1987: 91º
1988: 25º
- Tour de France

1983: ritirato
- Vuelta a España

1988: 96º
1989: ritirato